# レッツ!東広島
『レッツ!東広島』（レッツ ひがしひろしま）は、2008年4月2日から2012年3月28日まで広島ホームテレビで放送された東広島市の市政番組である。ハイビジョン制作。

## 概要
それまで広島テレビで放送されていた『ハイ!東広島です』のスタイルを引き継いだミニ番組で、リポーターが東広島市内へ出て「楽しく、明るく、テンポよく」気になる情報を伝えている。回によっては手話通訳が入ることもある。
過去の放送は番組公式サイト内のバックナンバーで見ることができるが、2010年3月24日放送分までは4:3のため、本来の16:9サイズの放送ではない。
4月7日放送分からはアナログ放送がレターボックス化。そのため、テロップの位置や大きさもかつて同局で放送されていた『ひろしまQ』と同様に変更されている。

## リポーター
- アイリ（保科愛里、2008年4月2日 - 2010年3月24日）
- アナスタシア（2010年4月7日 - ） - ロシア・ハバロフスク市出身。25歳、日本在住1年。趣味：サルサダンス、音楽鑑賞。
- ジェーニャ（2010年4月7日 - ） - ロシア・サンクトペテルブルク市出身。25歳、日本在住1年半。趣味：ジュエリー作り、外国語を学ぶ。
- 川上裕子（当時広島ホームテレビアナウンサー）

## 放送時間
- 広島ホームテレビ：水曜日 18:56 - 19:00
- KAMONケーブルテレビ（再放送）：1日7回、奇数時間の15分から3分間
9時15分、11時15分、13時15分、15時15分、17時15分、19時15分、21時15分